# Hellehøj
Hellehøj är en kulle i Hjørrings kommun på Nordjylland i Danmark. Toppen på Hellehøj är 88 meter över havet. Hellehøj ligger på ön Vendsyssel-Thy. Omgivningarna runt Hellehøj är en mosaik av jordbruksmark och naturlig växtlighet.